# Komornik (historia)
Komornik lub kątnik – chłop nieposiadający ziemi i zabudowań, mieszkający najczęściej u innych chłopów, utrzymujący się z pracy najemnej we dworze lub u zamożniejszych chłopów.

## Historia
Kategoria ludności wiejskiej określana mianem komornik występowała od XIV do pierwszej połowy XX wieku. Komornik mieszkający razem z rodziną u kmiecia lub zagrodnika (dosłownie siedzący na komorze); w zamian za „dach nad głową” pomagał mu w pracach w gospodarstwie, oraz do czasu likwidacji pańszczyzny obciążony był wykonywaniem darmowej pracy na rzecz właściciela dóbr wynoszącej 1 dzień w tygodniu. Komornikami byli często członkowie rodziny, na przykład syn z synową i dziećmi.